# Casa di Giovanni Spadolini
La casa di Giovanni Spadolini si trovava in un edificio in via Cavour 28 a Firenze. 

## Storia e descrizione
La casa appartenne alla famiglia Spadolini per almeno tre generazioni e qui lo statista nacque ed abitò fino al 1978, quando, in seguito alla morte della madre, si trasferì alla villa al Pian dei Giullari, oggi sede della Fondazione Spadolini Nuova Antologia. Il nonno di Spadolini acquistò questa casa assieme ad altre proprietà, e fu lui a far affrescare i soffitti da un pittore della fine dell'Ottocento; nella decorazione dello studio, tre angeli, simboleggianti i tre figli, volano accerchiati da dieci medaglini dove si trovano vedute di Treia, il paese in provincia di Macerata di cui era originario il nonno, e San Miniato, città di origine della nonna.
Nei primi anni del XIX secolo la famiglia usava questo appartamento invernale in città, mentre la villa sui colli di Firenze era usata abitualmente dal 24 giugno, giorno di san Giovanni Battista, al 2 novembre, con la parentesi estiva che la famiglia passava a Castiglioncello. 
Qui Spadolini tornava quando fu nominato direttore del Corriere della Sera e qui visse quando stava creando il Ministero dei beni culturali (1975), facendo avanti e indietro da Roma.
Nell'aprile 2009 la casa con tutti gli oggetti che contiene, è stata sottoposta a vincolo conservativo da parte della soprintendenza. 
Alle pareti della casa si trovano molti lavori del padre Guido Spadolini, famoso incisore ed anche pittore, oltre a dipinti di amici di Spadolini, quali Primo Conti, Lorenzo Viani e Nino Caffè, e stampe del periodo napoleonico, passione dello statista. Alcune stanze sono tappezzate da scaffali ricolmi di libri, tra cui si vedono anche alcuni cimeli, come l'orologio coi numeri romani che Eugenio Montale e altri redattori regalarono a Spadolini quando fu licenziato dal Corriere.
La casa è aperta due volte l'anno per il consiglio di amministrazione della Fondazione e per visite straordinarie.